# 기아 엔터프라이즈
기아 엔터프라이즈(Kia Enterprise)는 기아자동차가 당시 기술 제휴선에 있었던 일본 마쓰다의 센티아를 베이스로 만든 대형 후륜구동 세단이다.

## 1세대(T-3)

### 엔터프라이즈(1997년3월~2002년10월)

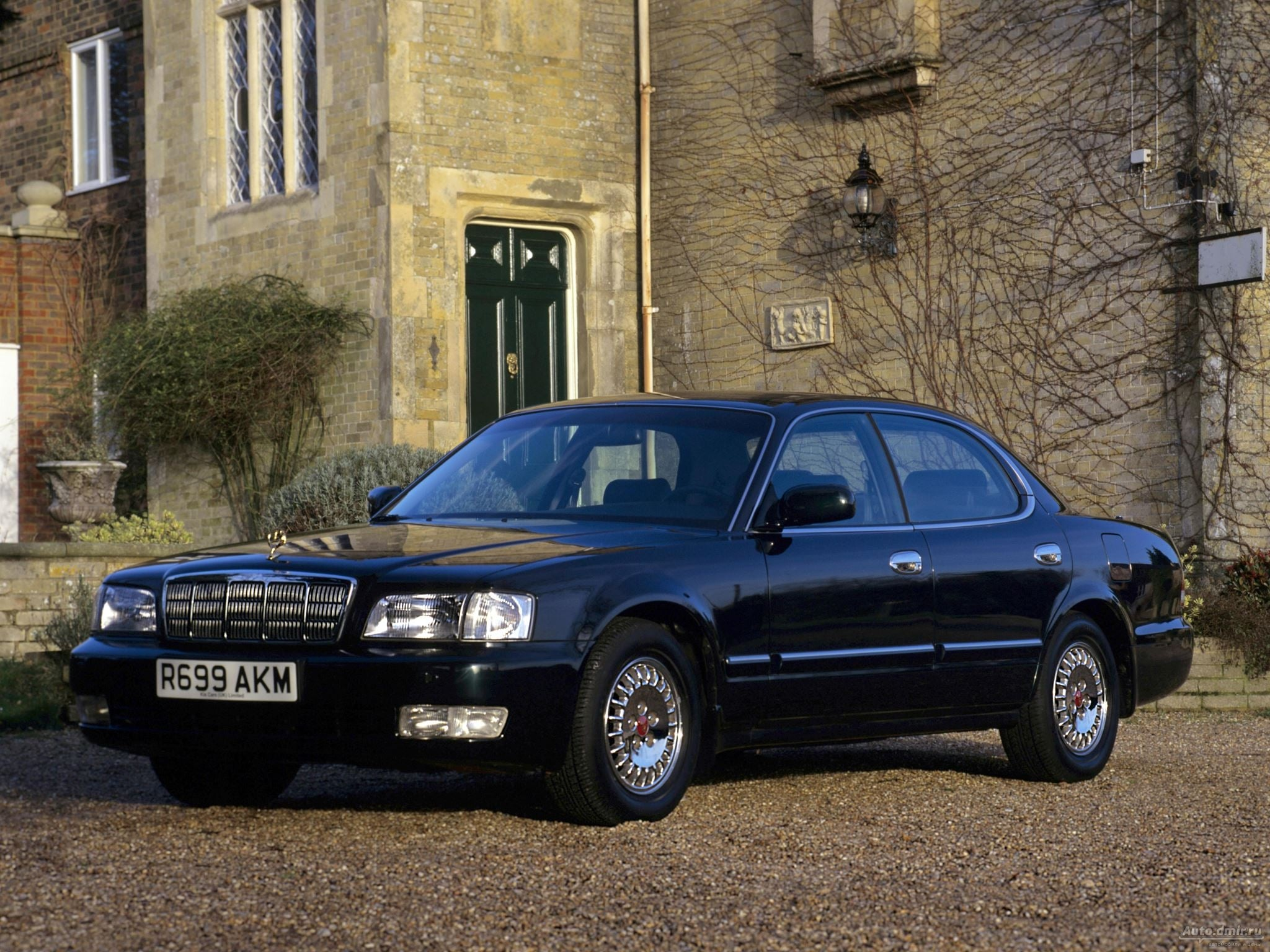
기아 엔터프라이즈 정측면

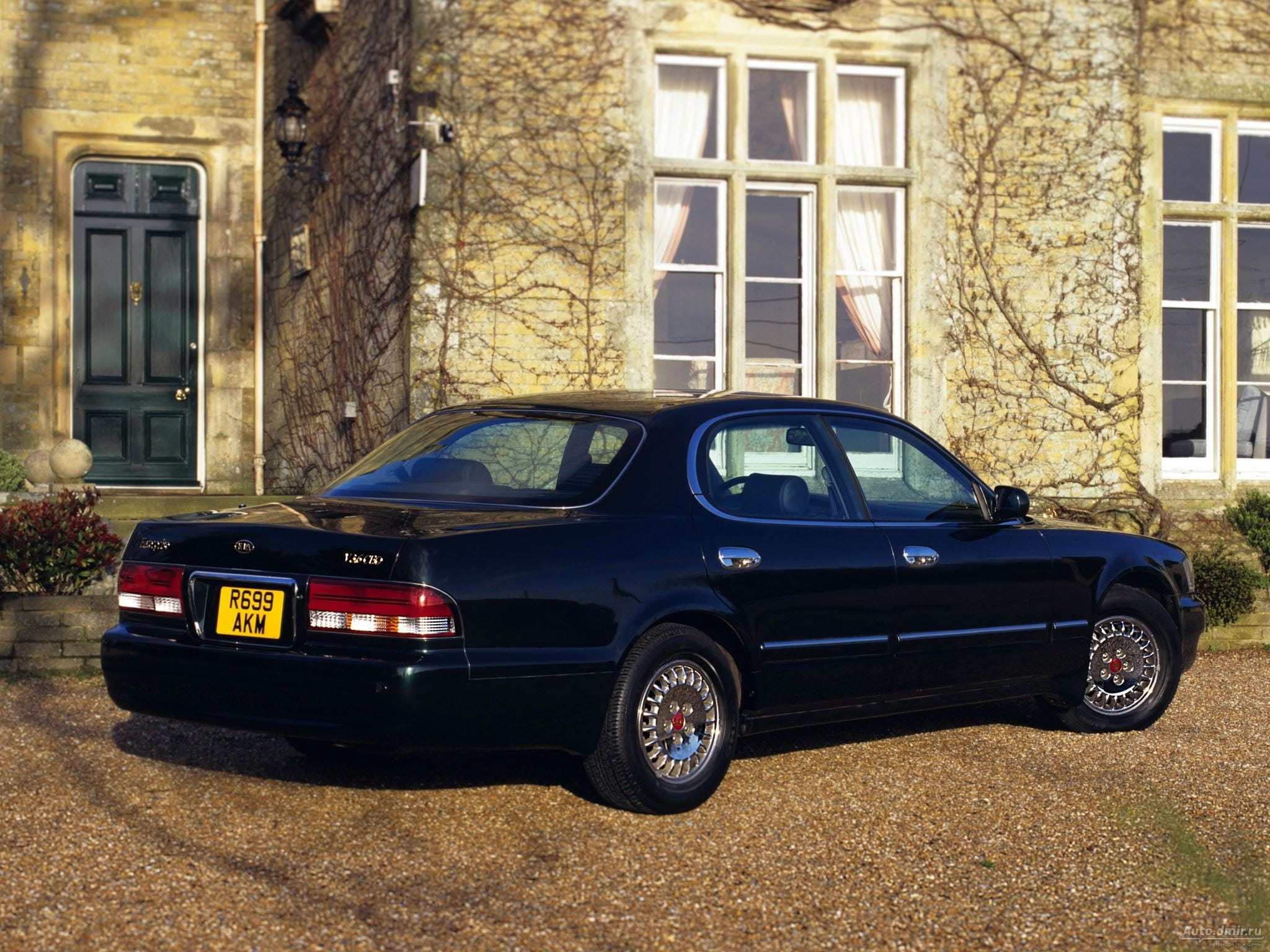
기아 엔터프라이즈 후측면

프로젝트명은 T3로, 1997년 3월 28일에 선보였다. 당시 판매되던 포텐샤보다 한 단계 높은 세그먼트에 위치하며, 포텐샤로는 경쟁 차종인 현대 다이너스티와 대우 아카디아, 그리고 당시 벤츠의 W124 후륜구동 플랫폼을 기반으로 개발 중이었던 쌍용 체어맨 등을 상대하기 벅차다고 판단한 기아자동차가 고급차 시장에서 재기를 노리고 개발하였다. 프레임리스 도어가 적용되어 고급스러움을 살렸고, 디자인에는 한국적인 요소가 가미되었다. 5개의 격자 무늬 라디에이터 그릴은 대한민국의 전통 창호에서 영감을 얻은 것이며, 크롬 도금 알루미늄 휠 디자인은 모란 당초 무늬를 형상화시켰고, 보닛 위에는 봉황의 날개를 상징하는 엠블럼을 달아 차별화하였다. 그리고 대한민국 승용차로는 처음으로 실내 아웃사이드 미러 폴딩 스위치를 장착했다. 가솔린 엔진은 V6 2.5/3.0/3.6리터 DOHC 엔진이 장착됐으며, V6 2.5리터 엔진은 본래 마쓰다의 유닛을 이용하다가 로버의 KV6 유닛으로 변경되었다. 5,000mm가 넘는 차체 길이와 최고 출력 220마력 및 최고 속도 230km/h의 성능(V6 3.6ℓ 기준)은 출시 당시 대한민국 최고를 자랑하였다. 2001년 6월 11일에는 기아자동차의 K자를 형상화한 새로운 밀레니엄 엠블렘이 적용되고, 내·외장을 개선하여 고군분투하였다. 그러나 현대 에쿠스와 쌍용 체어맨의 벽이 너무 높아 상업적으로는 성공하지 못했다. 거기에 배기가스 규제에 걸려 V6 3.6ℓDOHC 엔진이 먼저 단종되었으며, 저조한 판매 실적 및 새로운 배기가스 규제를 충족시키지 못하여 나머지 모델들도 2002년 10월에 생산이 중단되었다.
당초 엔터프라이즈의 후속 차종(SJ)은 초기에는 엔터프라이즈와 같은 후륜구동 대형 세단을 목표로 개발하였지만, 1997년 외환 위기 이후 기아자동차가 현대자동차에 인수되면서 그랜저 XG의 플랫폼을 활용해 2002년 상반기 출시를 목표로 개발하였다. 그런데 현대 다이너스티의 후속 차종(GH)이 개발 도중 기아자동차로 넘어가게 되어 기존에 개발 중이던 SJ는 폐기되고, 대신 오피러스가 2003년 3월에 출시됐다. 그래서 한동안 기아의 후륜구동 대형 세단의 계보가 단절되었다가, 기아 K9가 엔터프라이즈의 실질적인 후속으로 2012년에 출시됐다.
현재 대한민국에서는 차량 노후화 등으로 인해 보기 어려운 편에 속하나, 해외(주로 러시아)에서는 중고 수출의 영향으로 다수가 잔존한다.

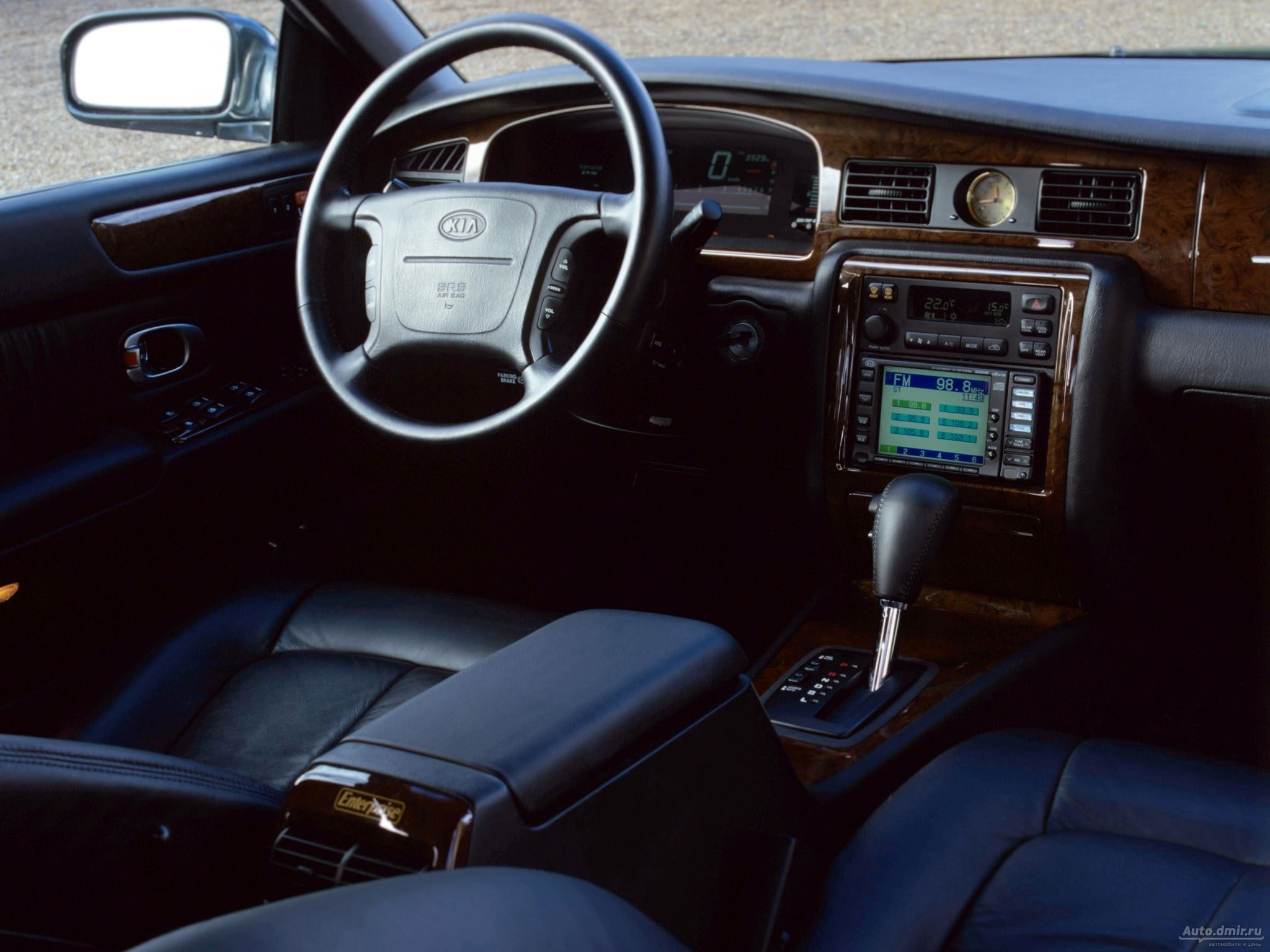
기아 엔터프라이즈 실내
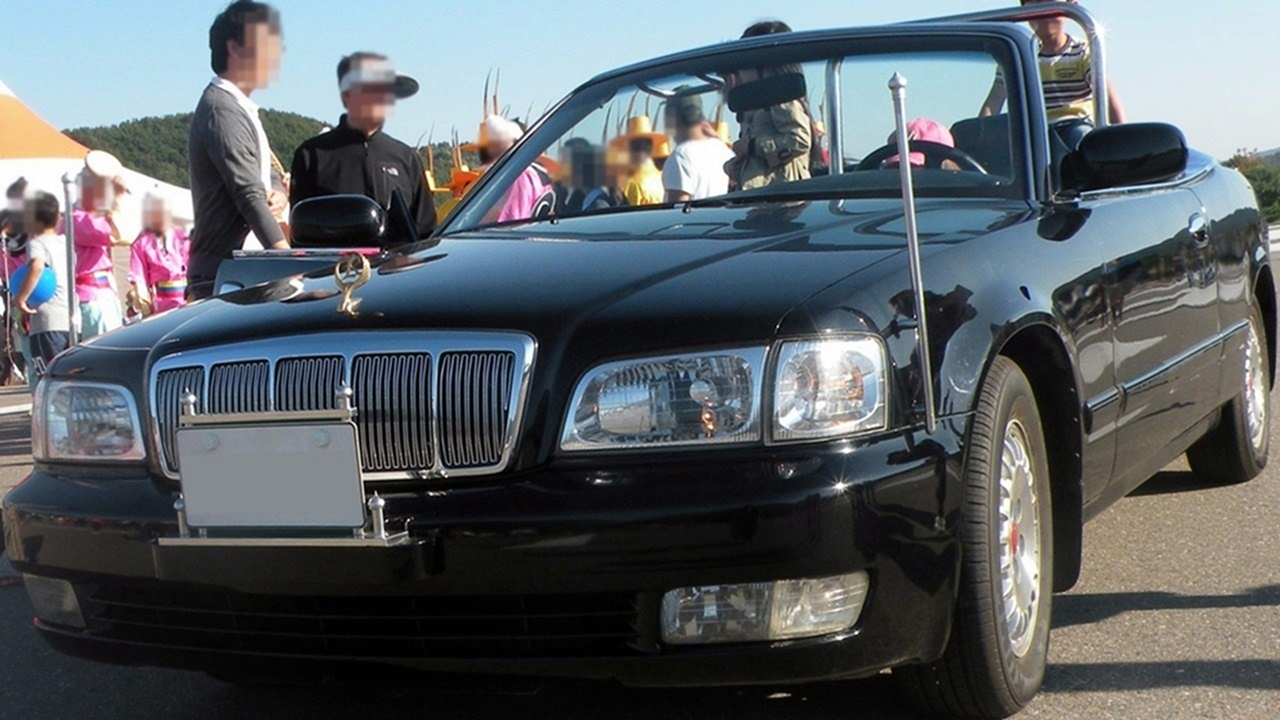
기아 엔터프라이즈 무개차 정측면
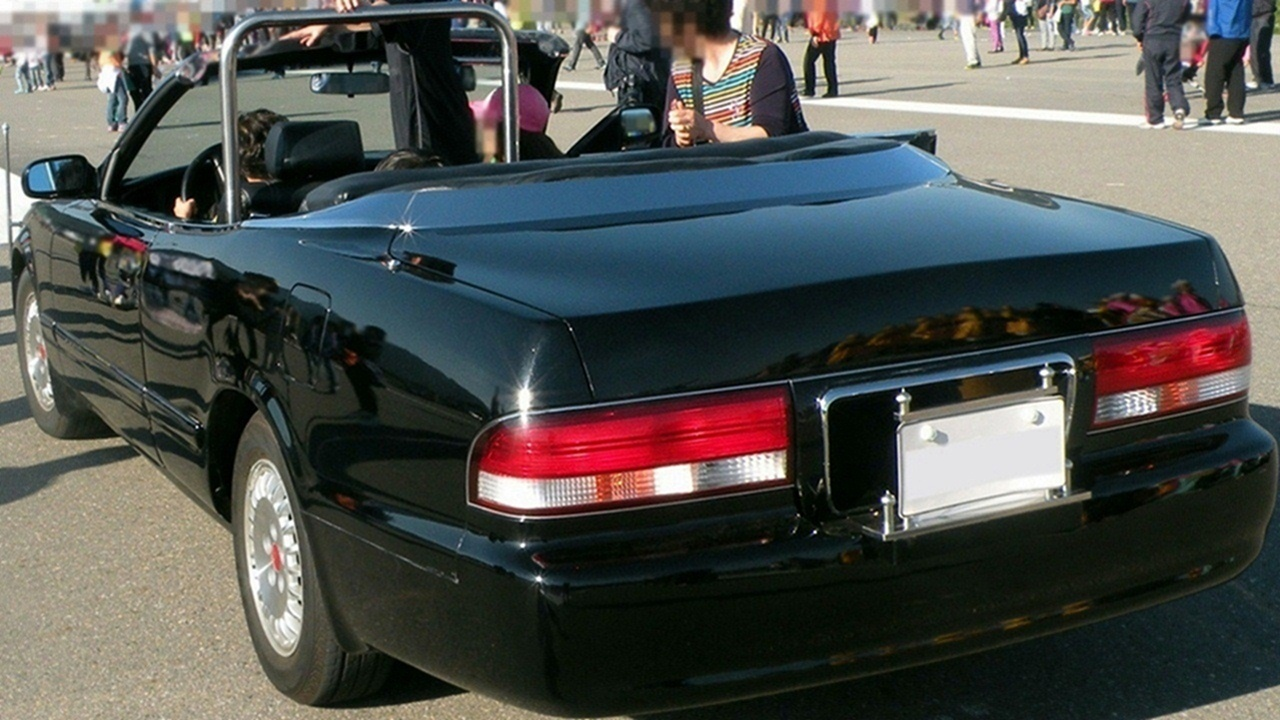
기아 엔터프라이즈 무개차 후측면

## 제원
| 구분                 | V6 2.5ℓ                                             | V6 3.0ℓ                                                   | V6 3.6ℓ                            |
| -------------------- | --------------------------------------------------- | --------------------------------------------------------- | ---------------------------------- |
| 전장 (mm)            | 5,020                                               | 5,020                                                     | 5,020                              |
| 전폭 (mm)            | 1,810                                               | 1,810                                                     | 1,810                              |
| 전고 (mm)            | 1,435                                               | 1,435                                                     | 1,435                              |
| 축거 (mm)            | 2,850                                               | 2,850                                                     | 2,850                              |
| 윤거 (전, mm)        | 1,525                                               | 1,525                                                     | 1,525                              |
| 윤거 (후, mm)        | 1,545                                               | 1,545                                                     | 1,545                              |
| 승차 정원            | 5명                                                 | 5명                                                       | 5명                                |
| 변속기               | 자동 4단                                            | 자동 4단                                                  | 자동 4단                           |
| 서스펜션 (전/후)     | 멀티 링크/5링크                                     | 멀티 링크/5링크                                           | 멀티 링크/5링크                    |
| 구동 형식            | 후륜 구동                                           | 후륜 구동                                                 | 후륜 구동                          |
| 엔진 형식            | J5 (이후 K5로 변경)                                 | JZ (이후 JO로 변경)                                       | J6                                 |
| 연료                 | 가솔린                                              | 가솔린                                                    | 가솔린                             |
| 배기량 (cc)          | 2,494 (이후 2,497로 변경)                           | 2,945 (이후 2,954로 변경)                                 | 3,605                              |
| 최고 출력 (ps/rpm)   | 175 (이후 151/6,000, 170/6,000, 157/6,000으로 변경) | 205/6,000 (이후 182/5,000, 194/6,000, 160/5,250으로 변경) | 230 (이후 205, 220/5,500으로 변경) |
| 최대 토크 (kg*m/rpm) | 21.5/4,000 (이후 21.3/4,000으로 변경)               | 27.1/4,000 (이후 26.5/4,000, 24.4/4,000으로 변경)         | 32.0/4,000                         |
| 연비 (km/ℓ)          | 9.5 (이후 10.0으로 변경)                            | 8.4 (이후 9.1로 변경)                                     | 8.1                                |

## 라인업
- 2.5 DLX : V6 2.5 DOHC 엔진과 4단 자동변속기를 갖춘 기본형이다. 전자동 에어컨과 속도 감응형 파워&틸트 스티어링뿐 아니라 ABS, 자동 해제식 풋 브레이크, 듀얼 에어백, ECM, 운전석·뒷좌석 파워 시트, 스티어링 휠 오디오 리모컨, VIP석 이지 액세스 기능 등을 기본으로 갖추었다.
- 2.5 SL : 2.5 DLX의 기본 사양 외 앞뒤 장애물을 감지해 알려주는 코너 센서, 운전석 이지 액세스, 천연 가죽 시트 등의 장비를 추가한 고급형이다. 2.5 DLX에서는 옵션인 뒷좌석 암 레스트 오디오 스위치와 조수석 파워 시트, 릴렉스 시트 등도 기본으로 갖추었다.
- 3.0 SL : V6 3.0 DOHC 엔진을 얹고, 대부분의 고급 편의 사양을 갖춘 고급형이다. 코너 센서를 제외한 2.5 SL의 기본 사양 외 운전석·뒷좌석의 온도를 12~32도로 유지시켜주는 히팅 시트, 공기 청정기, VIP석 허리 부분에 전동 바이브레이터가 작동되는 내장형 안마기, VIP석 냉장고 등을 더했다.
- 3.0 SUMMIT : 3.0 SL에서 빠진 코너 센서를 기본으로 갖추고, 중력 감지 전자 제어 서스펜션, AV 시스템을 더한 최고급형이다.
- 3.6 CEO : 3.0 SL의 기본 사양 외 V6 3.6ℓ 엔진을 얹고, 파인향 천연 가죽 시트, 크롬 도금 알루미늄 휠로 품위를 살린 최고급형이다.